# Stefan Zbrożyna

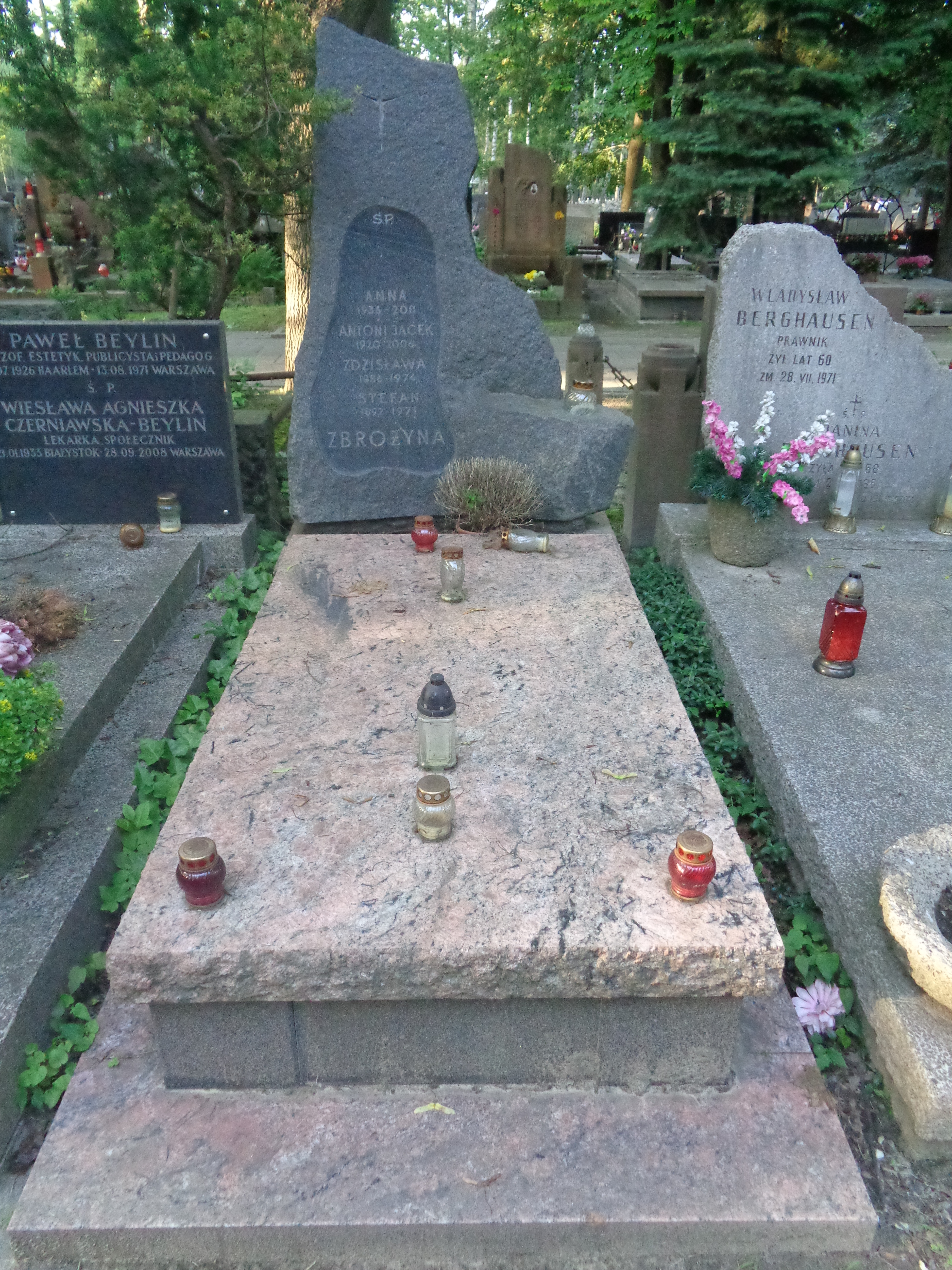
Grób Stefana Zbrożyny na Cmentarzu Wojskowym na Powązkach

Stefan Zbrożyna (ur. 22 sierpnia 1892 w Janiszewie, zm. 12 grudnia 1971 w Warszawie) – działacz socjalistyczny i niepodległościowy.

## Życiorys
Członek Polskiej Partii Socjalistycznej.
Od 1919 do 1926 ławnik w Zarządzie Miasta Włocławka, następnie od października 1926 do czerwca 1929 prezydent Płocka, następnie członek Rady Miejskiej i członek zarządu miasta Płocka do września 1930. Od 1 września 1930 do października 1939 kierownik wydziału polityki komunalnej w biurze Związku Miast Polskich.
We wrześniu 1939 w trakcie obrony Warszawy powołany przez Stefan Starzyńskiego, Komisarza Cywilnego przy Dowództwie Obrony Warszawy, na funkcję delegata dla dzielnicy Warszawa-Północ. W trakcie okupacji, członek PPS-WRN, i z jej mandatu zastępca Delegata Rządu RP na Warszawę ps. „Ambroży”. Jednocześnie pracował oficjalnie kierowniczych stanowiskach w Miejskim Zakładzie Aprowizacyjnym. Uczestnik powstania warszawskiego.
W 1945 jeden z organizatorów utworzenia Polskiej Partii Socjalno-Demokratycznej, mającej stanowić kontynuację przedwojennej PPS jako alternatywy dla „lubelskiej” PPS Edwarda Osóbki-Morawskiego. W październiku 1945 z tego powodu aresztowany i więziony przez szereg tygodni. Od kwietnia 1945 pracował w Społecznym Przedsiębiorstwie Mieszkaniowym jako członek Komisji Kontrolującej, od października 1945 był kierownikiem Wydziału Gospodarki Gruntami w Zarządzie Miasta Warszawy. Od maja 1947 był dyrektorem departamentu samorządowego w Ministerstwie Administracji Publicznej. Ponownie aresztowany w czerwcu 1947 i skazany na 6 lat więzienia. Zwolniony 25 czerwca 1950 po trzech latach w wyniku amnestii.
Uczestnik Klubu Krzywego Koła. Od 19 lutego 1961 członek Loży „Kopernik”. Działacz Warszawskiej Spółdzielni Mieszkaniowej.

## Działalność Stefana Zbrożyny we Włocławku
Zaraz po opuszczeniu Włocławka przez Niemców, w listopadzie 1918 roku powstaje Rada Delegatów Robotniczych, w jej skład weszły 92 osoby: 46 reprezentantów PPS, 18 KPRP, 16 lewicy żydowskiej, 12 bezpartyjnych; skład Komitetu Wykonawczego Rady: 8 PPS (w tym właśnie Stefan Zbrożyna), 1 KPRP, 2 bezpartyjnych. Grupa bezpartyjnych była w połowie pod wpływem komunistów, w połowie – pepeesowców.
Z kolei w marcu 1919 roku utworzono Włocławski Okręgowy Komitet Robotniczy (OKR) PPS liczący 180 osób, a na jego czele stali Czesław Kossobudzki, Edward Bettmann i Stefan Zbrożyna, który pełnił rolę sekretarza OKR i członka Komitetu Miejskiego. 9 marca 1919 roku odbywają się pierwsze w II RP wybory do Rady Miasta Włocławka – wybrano 35 radnych i 14 zastępców. Z listy nr 4 – PPS – 10 radnych (w tym Czesława Kossobudzkiego) i 3 zastępców. Czesław Kossobudzki zostaje wybrany wiceprezesem Rady Miasta, Stefan Dubalski i Antoni Mańkowski sekretarzami, zaś Stefan Zbrożyna ławnikiem miejskim (sprawował nadzór nad Wydziałem Finansowym i Zdrowia).
12 lutego 1920 roku odbywa się we Włocławku manifestacja antywojenna, prowadzona wspólnie przez działaczy KPRP i PPS. Na sesji Rady Miasta Zbrożyna oraz radni żydowskiej lewicy (Bundu i Poalej-Syjon) domagają się zakończenia wojny z Rosją Sowiecką oraz wznowienia robót publicznych dla bezrobotnych (19 głosów przeciw, 12 za wnioskiem – przepadł z powodu sprzeciwu endecji i prawicy żydowskiej). Wiosna 1920 roku przynosi wyłonienie Komisji Cennikowej Rady Klasowych Związków Zawodowych, której współprzewodniczącym zostaje Stefan Zbrożyna. W efekcie prac Komisji miasto i pracodawcy zgodzili się podnieść robotnikom wynagrodzenia o 60%. W tym samym roku Grupa Pracy (klub radnych miejskich PPS, w której działał także Zbrożyna) doprowadziła do przegłosowania następujących wniosków: podwyższenia zarobków rzeźników miejskich, oświetlenia osiedla Kokoszka, uspołecznienia skupu zboża.
5 marca 1922 r. odbywają wybory uzupełniające do Rady Miasta – wybrano 5 radnych i 17 zastępców. Lista PPS zdobyła 4 zastępców, żadnego nowego radnego. Grupa Pracy liczy 7 radnych – Stefan Zbrożyna pozostaje ławnikiem miejskim. 25 września 1922 r., w związku z kampanią wyborczą do parlamentu PPS zwołuje wiec z udziałem 3 tysięcy osób – przemawiający Zygmunt Piotrowski i Zbrożyna atakują werbalnie endeków (za drożyznę i bezrobocie) i komunistów (za rozbijanie jedności Klasowych Związków Zawodowych).
1 maja 1923 r. PPS organizuje pochód pierwszomajowy pod hasłem „Niech żyje Niepodległa Polska!”, bez udziału komunistów – Stefan Zbrożyna jest jednym z mówców na wiecu.
Pochowany na cmentarzu Powązki Wojskowe w Warszawie (kwatera B17-2-10).